# Xã Lexington, Quận McLean, Illinois
Xã Lexington (tiếng Anh: Lexington Township) là một xã thuộc quận McLean, tiểu bang Illinois, Hoa Kỳ. Năm 2010, dân số của xã này là 2.399 người.